# Heh
Heh/Huh var i den ægyptiske mytologi guddommeliggørelsen af evigheden i den helioplitanske nigudskreds i Hermopolis.
Hans navn betyder uendelighed. Han var hermafrodit, og hans kvindelige form blev kendt som Hauhet, som er den feminine form af hans navn.
Hans mandlige form blev ofte afbildet som en frø eller som et menneske med et frø-hoved, og hans feminine side blev afbildet som en slange eller som et menneske med et slange-hoved.
Afbildninger af Heh blev også brugt i hieroglyfferne i betydningen en million, som blev betragtet som størrelsen uendelig i egyptisk matematik. 
Denne guddom er også kendt som "Gud af millioner af år".